# Jean Despeaux
Jean Despeaux, francoski boksar, * 22. oktober 1915, Pariz, † 25. maj 1989, Largentière. 
Despeaux je na Poletnih olimpijskih igrah 1936 v srednji kategoriji osvojil zlato medaljo, po tem, ko je v finalnem boju premagal Henryja Tillerja.